# Acanthodelta mabillii
Acanthodelta mabillii là một loài bướm đêm trong họ Noctuidae.